# Chrysoprasis tendira
Chrysoprasis tendira là một loài bọ cánh cứng trong họ Cerambycidae.